# Ülenurme
Ülenurme (em estoniano:  Ülenurme vald) é um município rural estoniano localizado na região de Tartumaa.